# Rudolstadt
Rudolstadt est une ville allemande, située dans le Land de Thuringe (arrondissement de Saalfeld-Rudolstadt).

## Géographie
Rudolstadt se trouve au bord de la rivière Saale, dans une vallée entourée de forêts. Elle est dominée par l'imposant château de Heidecksburg, édifié à partir de 1737.
La commune de Rudolstadt comporte plusieurs autres agglomérations : Schwarza, Volkstedt, siège d'une fameuse manufacture de porcelaine, Cumbach, Mörla, Schaala, Pflanzwirbach, Keilhau, Eichfeld, Lichstedt, Oberpreilipp et Unterpreilipp. Volkstedt, Schwarza et Cumbach forment une petite continuité urbaine, alors que les autres localités sont isolées.

## Histoire
| Appartenances historiques Comté de Weimar-Orlamünde 1264-1334 Comté de Schwarzbourg 1334–1599 Comté de Schwarzbourg-Rudolstadt 1599–1710 Principauté de Schwarzbourg-Rudolstadt 1710–1918 République de Weimar 1918–1933 Reich allemand 1933–1945 Allemagne occupée 1945–1949 République démocratique allemande 1949–1990 Allemagne 1990–présent |

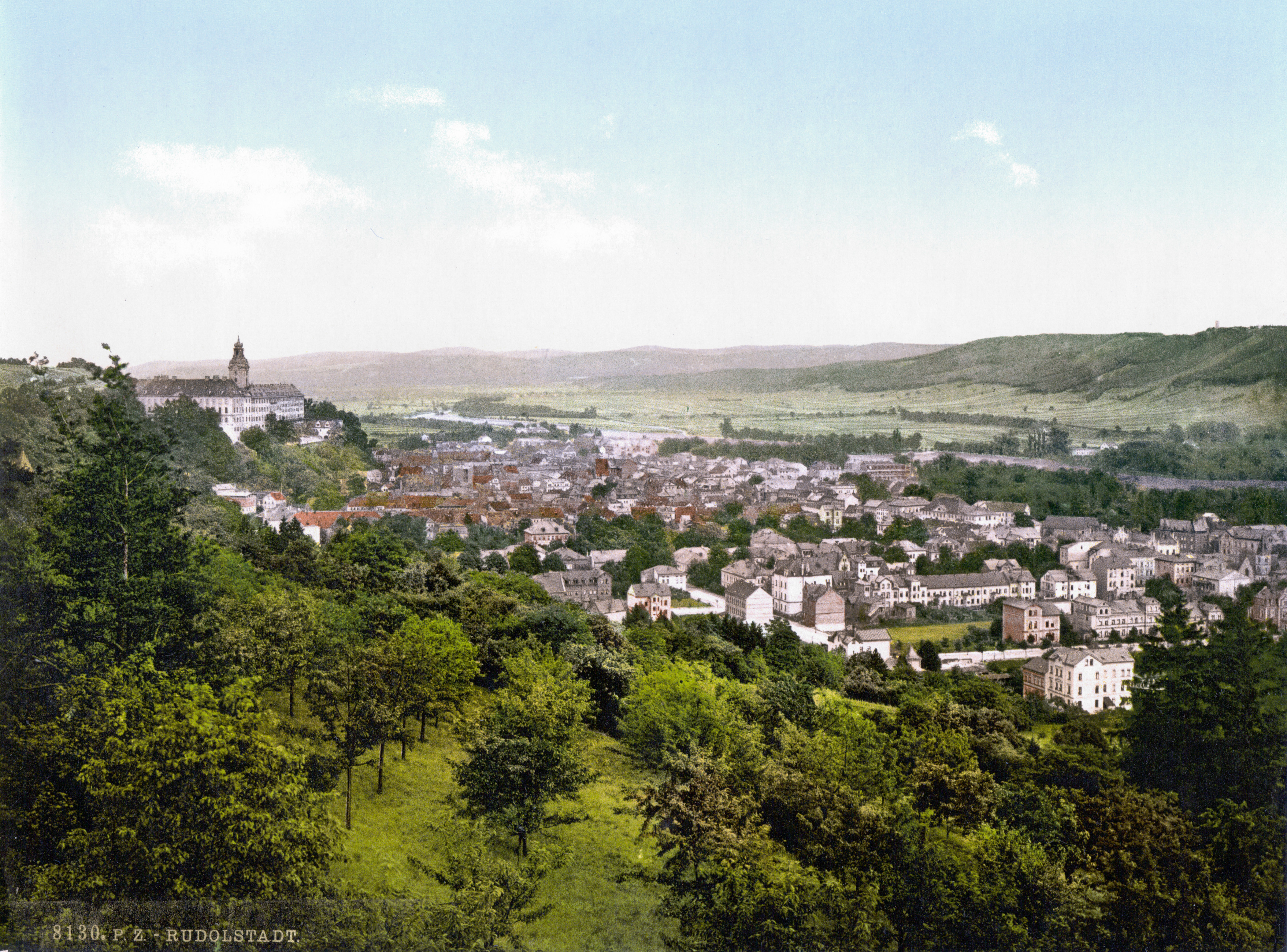
Rudosltadt autour de 1900.

Autour de l'an 500, la région est habitée par des tribus slaves. Rudolstadt est fondée en 776, sous le nom de Rudolfestat (ville de Rudolf, Rodolphe en français), comme bien domanial attribué par Charlemagne à l'abbaye de Hersfeld. Au XIIIe siècle, elle fait partie des domaines des comtes d'Orlamünde, puis entre dans ceux des comtes de Rudolstadt, en partie en 1300 et entièrement en 1334. Elle reçoit les privilèges de ville en 1326. C'est au tournant du XIIIe et du XIVe siècle que sont construits deux châteaux forts : celui d'en haut (l'actuel château de Heidecksburg) et celui d'en-bas. À partir de 1599, elle est la capitale de la principauté de Schwarzbourg-Rudolstadt, puis des territoires de Schwarzbourg-Rudolstadt, de novembre 1918, date de l'abdication du dernier prince souverain sans héritiers à 1920, date de l'intégration de Rudolstadt à l'État libre de Thuringe.
Le rayonnement de la ville est assez grand aux XVIIIe et XIXe siècles. Schiller la visite à plusieurs reprises. C'est ici qu'eut lieu la première rencontre entre Goethe et Schiller en 1788. Elle a alors un lycée, le Fürstliches Gymnasium, où l'écrivain Hans Fallada a été élève, alors que sa famille habitait Leipzig.
Elle est connue comme ville de la porcelaine, grâce à la manufacture de Volkstedt.
Les principaux sites touristiques avec les musées sur une carte OpenStreetMap.
À l'époque de la république démocratique allemande, une grande partie de la population travaillait pour un combinat de chimie, le combinat Wilhelm Pieck. Depuis la réunification, la population a diminué, passant de 32 500 habitants au milieu des années 1980 à un peu plus de 24 000 en 2008.

## Personnalités liées à la commune
- Caroline von Wolzogen (1763-1847), écrivaine allemande.
- Johann Friedrich Schubert, compositeur et violoniste de la fin de la période classique
- Christoph Förster, compositeur, chef d'orchestre et violoniste de la période baroque
- George Sand. Roman "la comtesse de Rudolstadt".

## Jumelage
- Bayreuth (Allemagne)
- Annecy (France)
- Rexburg (États-Unis)

## Monuments
- Château de Heidecksburg
- Maison de Schiller